# Holsted Kirke (Næstved Kommune)
 For alternative betydninger, se Holsted Kirke. (Se også artikler, som begynder med Holsted Kirke)
Holsted Kirke er sognekirken i Holsted Sogn, Næstved Provsti i Roskilde Stift. Kirken ligger i Næstved Kommune. Området, hvor kirken nu ligger, hørte tidligere til Øster Flakkebjerg Herred i Sorø Amt.
En romansk døbefont er bevaret fra en tidligere Vridsløse Kirke og stod i mange år stået i klostergården på Herlufsholm. Den er nu overført til den nye Holsted Kirke. Kirkens altertavle er af Maja Lisa Engelhardt.
'Vridsløse kirkeruin' er det fredede område for den tidligere Vridsløse Kirke, hvorfra døbefonten stammer.
I sognet ligger Næstved Nord Station.